# Roberto I di Parma
Roberto I di Parma (Firenze, 9 luglio 1848 – Camaiore, 16 novembre 1907) è stato duca sovrano di Parma e Piacenza dal 1854 fino all'annessione del suo Ducato da parte del Regno di Sardegna nel 1859 con il nome di Roberto I, in seguito rimase duca titolare e quindi pretendente al trono fino alla morte.

## Biografia

### Infanzia

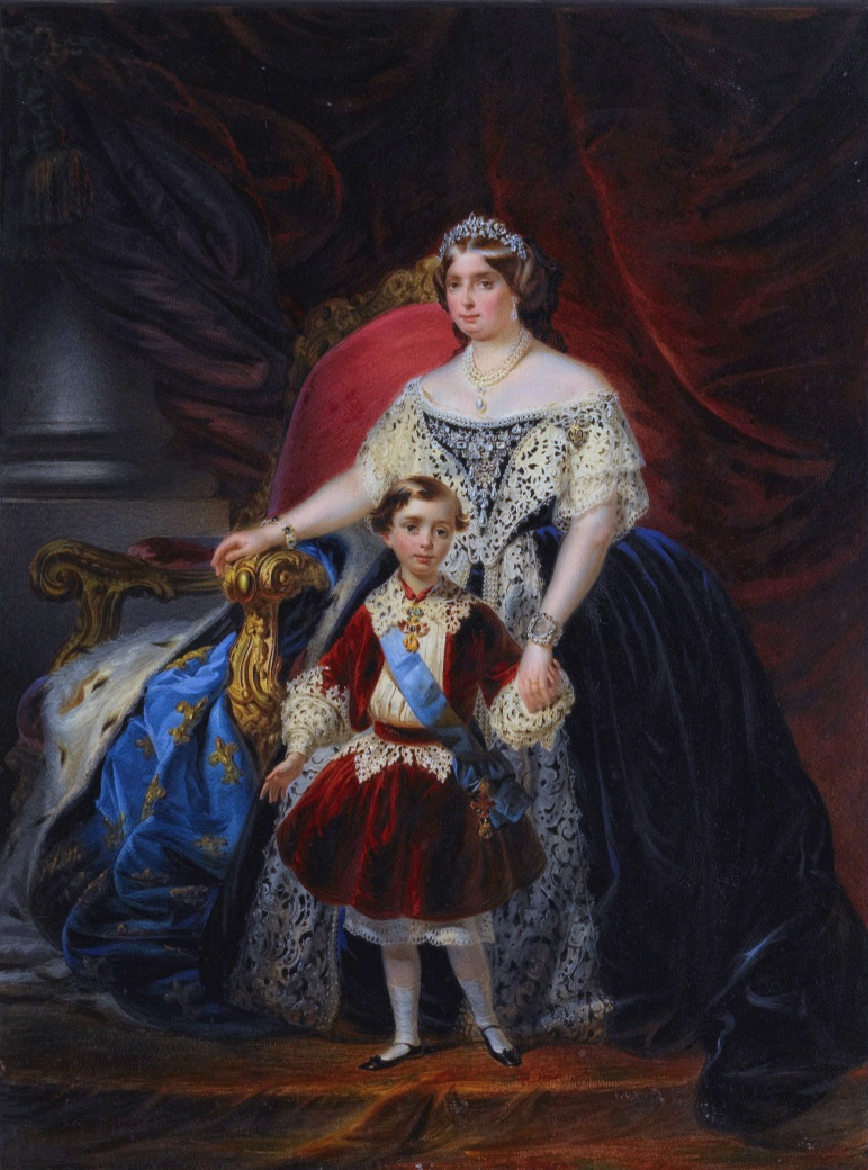
Roberto I, duca di Parma e Piacenza, con la madre, Luisa Maria di Francia. Data l'età del duca, fu lei ad esercitare la reggenza per conto del figlio.

Nato a Firenze, Roberto era figlio di Carlo III e Luisa Maria di Borbone-Francia, figlia di Carlo duca di Berry, figlio a sua volta di Carlo X di Francia. Succedette al padre sul trono del ducato nel 1854, dopo il suo assassinio.

### Ascesa
Aveva solo sei anni e quindi regnò sotto tutela della madre reggente Luisa Maria di Borbone-Francia, sorella del conte di Chambord. La duchessa congedò alcuni fra i più reazionari collaboratori del marito, ma venne sorpresa dai moti mazziniani del luglio 1854 e ripiegò su una politica duramente repressiva, che continuò sino alla Seconda guerra di indipendenza.
Roberto venne deposto nel 1859, ad undici anni, quando, allo scoppio della Seconda guerra di indipendenza, la madre preferì espatriare nel Regno Lombardo-Veneto, in attesa dell'esito della guerra. Dopo l'armistizio di Villafranca, ed in seguito a un plebiscito celebrato nel 1860, tutto il ducato, assieme a Modena e alla Toscana, fu annesso al Regno di Sardegna, a formare in seguito il Regno d'Italia.

### Ultimi anni e morte
Il 5 aprile 1869 Roberto sposò a Roma la principessa Maria Pia di Borbone, figlia del re Ferdinando I delle Due Sicilie. Rimasto vedovo, il 15 ottobre 1884 si risposò con la principessa e infanta di Spagna Maria Antonia di Braganza. Dai due matrimoni nacquero venti figli.
Nel novembre 1874 il duca di Parma si unì all'esercito carlista del Nord, guidato da Carlo VII, con la carica di colonnello. Nella battaglia di Lumbier ottenne la Croce al merito militare, divenendo brigadiere per meriti di guerra ed emigrò alla fine della guerra carlista. Visse con la famiglia nei suoi possedimenti in Italia e in Svizzera, fino alla morte.
Malgrado la perdita del trono, Roberto e la sua famiglia beneficiarono di un considerevole patrimonio, viaggiando con treni privati di più di una dozzina di carrozze dal proprio castello a Schwarzau am Steinfeld vicino a Vienna, fino a Villa Pianore in Provincia di Lucca e al magnifico castello di Chambord in Francia.
Roberto morì presso la Villa delle Pianore, parrocchia di Monteggiori, il 16 novembre 1907 ed è sepolto a Viareggio nella Cappella Borbone.

## Discendenza

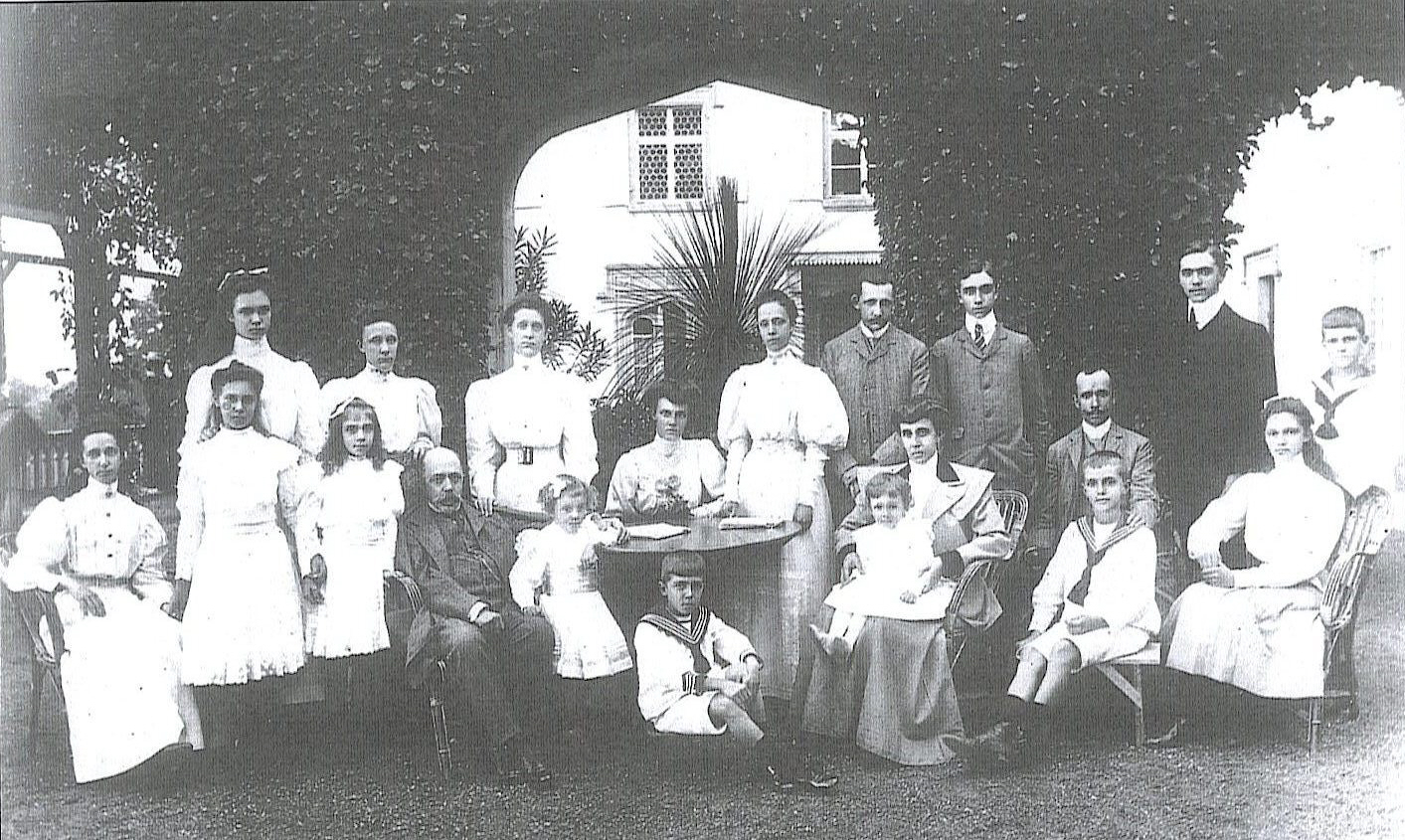
La famiglia di Roberto I, duca di Parma. Da sinistra a destra, prima fila: Immacolata, Antonia, Isabella, Roberto, Enrichetta, Luigi, Gaetano, Maria Antonia, Renato, Zita. Da sinistra a destra, seconda fila: Francesca, Pia, Luisa, Adelaide, Teresa, Giuseppe, Saverio, Enrico, Sisto, Felice. Villa Pianore, 1906.

Nel 1869, in esilio, sposò la principessa Maria Pia di Borbone-Due Sicilie, che morì di parto dopo aver dato alla luce il dodicesimo dei suoi figli. Probabilmente a causa di endogamia famigliare eccessiva, nove di questi figli erano affetti da una malattia genetica, con disabilità intellettiva, simile alla sindrome dell'X fragile (tre morirono poco dopo la nascita, altri sei sopravvissero) 
1. Principessa Maria Luisa (1870-1899): andò sposa a Ferdinando I di Bulgaria, ebbe figli;
2. Principe Ferdinando (5 marzo 1871 - 14 aprile 1871): erede dinastico, morì nell'infanzia;
3. Principessa Luisa Maria (1872-1943): era affetta da una patologia psichica e morì nubile;
4. Principe Enrico (1873-1939): legittimo pretendente al trono ducale di Parma in quanto primo figlio maschio sopravvissuto, era mentalmente ritardato e dal 1907, ovvero dalla morte del padre, il fratello Elia si prese il titolo di successore, anche se Enrico continuò ad essere riconosciuto dai monarchici come erede. Tenne il titolo fino alla morte;
5. Principessa Maria Immacolata (1874-1914): era affetta da una patologia psichica e morì nubile;
6. Principe Giuseppe (1875-1950): legittimo pretendente al trono ducale di Parma dal 1939 alla morte come successore di Enrico, anch'egli era affetto da una patologia psichica; nonostante fosse il legittimo successore di Enrico, suo fratello Elia continuò a mantenere il titolo di reggente, ma Giuseppe continuò ad essere considerato come erede. Mantenne il titolo fino alla morte;
7. Principessa Maria Teresa (1876-1959): era affetta da una patologia psichica e morì nubile;
8. Principessa Maria Pia (1877-1915): era affetta da una patologia psichica e morì nubile;
9. Principessa Beatrice (1879-1946): andò in sposa al conte Pietro Lucchesi Palli, ebbe figli;
10. Principe Elia (1880-1959): pretendente al trono ducale di Parma, si mise alla testa della famiglia ducale di Parma dal 1950 alla morte, prendendo il titolo di duca. Sposò l'arciduchessa Maria Anna d'Austria, ebbe figli;
11. Principessa Maria Anastasia (25 agosto 1881 - 7 settembre 1881): morì nell'infanzia;
12. Principe Augusto (22 settembre 1882): morì lo stesso giorno della nascita e pochi giorni dopo morì anche la madre.

Dopo la morte della prima moglie, Roberto I si risposò nel 1884 con Maria Antonia di Braganza. Da lei ebbe altri dodici figli:
1. Principessa Maria Adelaide (1885-1959): divenne monaca benedettina nel monastero di Solesmes (Francia);
2. Principe Sisto (1886-1934): sposò la contessa Hedwige de La Rochefoucauld ed ebbe una figlia, Isabella;
3. Principe Saverio (1889-1977): sposò la contessa Maddalena di Borbone-Busset. Pretendente carlista al trono di Spagna dal 1952. Fu pretendente al trono di Parma dal 1974 alla morte, avvenuta nel 1977, ebbe figli;
4. Principessa Francesca Giuseppa (1890-1978): divenne monaca benedettina nel monastero di Solesmes;
5. Principessa Zita (1892-1989): andò in sposa all'imperatore Carlo I d'Austria, ebbe figli;
6. Principe Felice (1893-1970): sposò la granduchessa Carlotta di Lussemburgo, sua cugina di primo grado, in quanto le loro madri erano sorelle, ebbe figli;
7. Principe Renato (1894-1962): sposò la principessa Margherita di Danimarca, ebbe figli;
8. Principessa Maria Antonia (1895-1977): divenne monaca benedettina nel monastero di Solesmes (Francia);
9. Principessa Isabella (1898-1984): morì nubile;
10. Principe Luigi (1899-1967): sposò la principessa Maria Francesca di Savoia, ebbe figli;
11. Principessa Enrichetta Anna (1903-1987): morì nubile;
12. Principe Gaetano (1905-1958): sposò la principessa Margherita di Thurn und Taxis. Ebbero una figlia, Diana, e divorziarono a Budapest il 24 gennaio 1940.

Meno di quattro mesi dopo la morte del duca Roberto, nel novembre 1907 il Grande Maresciallo della Corte Austriaca dichiarò sei dei nove figli superstiti (su dodici) del primo matrimonio di Roberto I legalmente incapaci in quanto mentalmente ritardati, probabilmente per malattia genetica, per volere della vedova, la duchessa Maria Antonia; essi vennero affidati al fratello Elia, che ne divenne il tutore legale. Elia servì nelle forze armate austriache, Sisto e Saverio servirono nell'esercito belga e durante la prima guerra mondiale combatterono su fronti opposti.
La discendenza del Duca dal 1964 regna sul Granducato di Lussemburgo, primo principe di Borbone-Parma a regnarvi fu il granduca Giovanni I.

## Ascendenza
|                                 |                    |                                     | Genitori                           |  |  | Nonni |  |  | Bisnonni            |  |  | Trisnonni             |  |
|                                 |                    |                                     |                                    |  |  |       |  |  | Ludovico di Borbone |  |  | Ferdinando I di Parma |  |
|                                 |                    |                                     |                                    |  |  |       |  |  | Ludovico di Borbone |  |  | Ferdinando I di Parma |  |
|                                 |                    | Maria Amalia d'Asburgo-Lorena       |                                    |  |  |       |  |  | Ludovico di Borbone |  |  |                       |  |
| Carlo II di Parma               |                    |                                     |                                    |  |  |       |  |  | Ludovico di Borbone |  |  |                       |  |
|                                 |                    | Maria Luisa di Borbone-Spagna       | Carlo IV di Spagna                 |  |  |       |  |  |                     |  |  |                       |  |
|                                 |                    | Maria Luisa di Borbone-Spagna       | Carlo IV di Spagna                 |  |  |       |  |  |                     |  |  |                       |  |
|                                 |                    | Maria Luisa di Borbone-Spagna       | Maria Luisa di Borbone-Parma       |  |  |       |  |  |                     |  |  |                       |  |
| Carlo III di Parma              |                    | Maria Luisa di Borbone-Spagna       |                                    |  |  |       |  |  |                     |  |  |                       |  |
|                                 |                    | Vittorio Emanuele I di Savoia       | Vittorio Amedeo III di Savoia      |  |  |       |  |  |                     |  |  |                       |  |
|                                 |                    | Vittorio Emanuele I di Savoia       | Vittorio Amedeo III di Savoia      |  |  |       |  |  |                     |  |  |                       |  |
|                                 |                    | Vittorio Emanuele I di Savoia       | Maria Antonietta di Spagna         |  |  |       |  |  |                     |  |  |                       |  |
| Maria Teresa di Savoia          |                    | Vittorio Emanuele I di Savoia       |                                    |  |  |       |  |  |                     |  |  |                       |  |
|                                 |                    | Maria Teresa d'Austria-Este         | Ferdinando d'Asburgo-Este          |  |  |       |  |  |                     |  |  |                       |  |
|                                 |                    | Maria Teresa d'Austria-Este         | Ferdinando d'Asburgo-Este          |  |  |       |  |  |                     |  |  |                       |  |
|                                 |                    | Maria Teresa d'Austria-Este         | Maria Beatrice d'Este              |  |  |       |  |  |                     |  |  |                       |  |
| Roberto I di Parma              |                    | Maria Teresa d'Austria-Este         |                                    |  |  |       |  |  |                     |  |  |                       |  |
|                                 | Carlo X di Francia | Luigi Ferdinando di Borbone-Francia |                                    |  |  |       |  |  |                     |  |  |                       |  |
|                                 | Carlo X di Francia | Luigi Ferdinando di Borbone-Francia |                                    |  |  |       |  |  |                     |  |  |                       |  |
|                                 | Carlo X di Francia | Maria Giuseppina di Sassonia        |                                    |  |  |       |  |  |                     |  |  |                       |  |
| Carlo di Borbone-Francia        | Carlo X di Francia |                                     |                                    |  |  |       |  |  |                     |  |  |                       |  |
|                                 |                    | Maria Teresa di Savoia              | Vittorio Amedeo III di Savoia      |  |  |       |  |  |                     |  |  |                       |  |
|                                 |                    | Maria Teresa di Savoia              | Vittorio Amedeo III di Savoia      |  |  |       |  |  |                     |  |  |                       |  |
|                                 |                    | Maria Teresa di Savoia              | Maria Antonietta di Borbone-Spagna |  |  |       |  |  |                     |  |  |                       |  |
| Luisa Maria di Borbone-Francia  |                    | Maria Teresa di Savoia              |                                    |  |  |       |  |  |                     |  |  |                       |  |
|                                 |                    | Francesco I delle Due Sicilie       | Ferdinando I delle Due Sicilie     |  |  |       |  |  |                     |  |  |                       |  |
|                                 |                    | Francesco I delle Due Sicilie       | Ferdinando I delle Due Sicilie     |  |  |       |  |  |                     |  |  |                       |  |
|                                 |                    | Francesco I delle Due Sicilie       | Maria Carolina d'Asburgo-Lorena    |  |  |       |  |  |                     |  |  |                       |  |
| Carolina di Borbone-Due Sicilie |                    | Francesco I delle Due Sicilie       |                                    |  |  |       |  |  |                     |  |  |                       |  |
|                                 |                    | Maria Clementina d'Asburgo-Lorena   | Leopoldo II d'Asburgo-Lorena       |  |  |       |  |  |                     |  |  |                       |  |
|                                 |                    | Maria Clementina d'Asburgo-Lorena   | Leopoldo II d'Asburgo-Lorena       |  |  |       |  |  |                     |  |  |                       |  |
|                                 |                    | Maria Clementina d'Asburgo-Lorena   | Maria Luisa di Borbone-Spagna      |  |  |       |  |  |                     |  |  |                       |  |
|                                 |                    | Maria Clementina d'Asburgo-Lorena   |                                    |  |  |       |  |  |                     |  |  |                       |  |